# WWE LFG
WWE LFG (sigla para WWE Legends & Future Greats) é uma série americana de reality show de competição de luta livre profissional, produzida pelos WWE Studios e transmitida pelo canal A&E. A série acompanha lutadores em ascensão do sistema de desenvolvimento da WWE, que competem por um contrato na divisão NXT da empresa, enquanto são orientados por veteranos e talentos do Hall da Fama.

## História
A série foi anunciada em dezembro de 2024, como parte da parceria contínua entre os WWE Studios e a A+E Global Media (que, até então, consistia principalmente em programas documentais sobre a WWE e sua história). Em preparação para a nova produção, a WWE cancelou seu programa de lutas NXT Level Up em dezembro de 2024.
Em março de 2025, a A&E anunciou que a série havia sido renovada para uma segunda temporada, com estreia marcada posteriormente para 22 de junho de 2025. Michelle McCool será uma das novas mentoras da temporada, substituindo Mickie James.

## Premissa
A série acompanha talentos em ascensão do sistema do WWE Performance Center, que competem por um contrato na divisão NXT da WWE. Os competidores são orientados por membros do Hall da Fama da WWE e veteranos da empresa, incluindo Bubba Ray Dudley, The Undertaker, Shawn Michaels, Mickie James (1ª temporada), Michelle McCool (2ª temporada) e Booker T.
Ao final do episódio final da primeira temporada, Jasper Troy (mentorado por Booker T) e Tyra Mae Steele (mentorada por The Undertaker) foram os vencedores e conquistaram contratos com o NXT. The Undertaker também recebeu o título de melhor mentor do LFG, por ter sido o técnico com o maior número de pupilos entre os oito finalistas. Além disso, os vice-campeões da temporada, Shiloh Hill (também mentorado por The Undertaker) e Zena Sterling (mentorada por Bubba Ray Dudley), farão parte do elenco da segunda temporada, ganhando uma nova chance de conquistar um contrato com o NXT.

## Elenco

### Temporada 1
| Participante     | Idade | Cidade de Origem          | Background                      |
| ---------------- | ----- | ------------------------- | ------------------------------- |
| Anthony Luke     | 28    | Roseville, Califórnia     | Futebol americano               |
| Bayley Humphrey  | 23    | Chandler, Arizona         | Acrobacia                       |
| Brayden "BJ" Ray | 25    | Corona, Califórnia        | Luta livre amadora              |
| Chris Island     | 22    | Vacaville, Califórnia     | Luta livre amadora              |
| Cutler James     | 24    | Allentown, Pensilvânia    | Luta livre amadora              |
| Dani Sekelsky    | 23    | Nashville, Tennessee      | Líder de torcida (cheerleading) |
| Drake Morreaux   | 26    | Baton Rouge, Luisiana     | Futebol americano               |
| Elijah Holyfield | 27    | College Park, Geórgia     | Futebol americano               |
| Jasper Troy      | 26    | Huffman, Texas            | Futebol americano               |
| Leigh Laurel     | 29    | Columbia, Maryland        | Fisiculturismo                  |
| Penina Tuilaepa  | 25    | Las Vegas, Nevada         | Rugby union                     |
| Shiloh Hill      | 26    | Mission Viejo, Califórnia | Futebol americano               |
| Sirena Linton    | 23    | Phoenix, Arizona          | Ginástica                       |
| Tatyanna Dumas   | 25    | Adelaide, Austrália       | Basquete                        |
| Troy Yearwood    | 24    | Chesapeake, Virgínia      | Atletismo                       |
| Tyra Mae Steele  | 32    | Katy, Texas               | Luta livre amadora              |
| Zena Sterling    | 21    | Broadview Heights, Ohio   | Natação                         |

## Times

### Temporada 1
| Legend           | Future Greats               |
| ---------------- | --------------------------- |
| Booker T         | Anthony Luke                |
| Booker T         | Leigh Laurel                |
| Booker T         | Jasper Troy (vencedor)      |
| Booker T         | Penina Tuilaepa             |
| Bubba Ray Dudley | Zena Sterling               |
| Bubba Ray Dudley | Drake Morreaux              |
| Bubba Ray Dudley | Tatyanna Dumas              |
| Bubba Ray Dudley | Brayden "BJ" Ray            |
| Bubba Ray Dudley | Cutler James                |
| Mickie James     | Dani Sekelsky               |
| Mickie James     | Chris Island                |
| Mickie James     | Sirena Linton               |
| Mickie James     | Troy Yearwood               |
| The Undertaker   | Tyra Mae Steele (vencedora) |
| The Undertaker   | Bayley Humphrey             |
| The Undertaker   | Shiloh Hill                 |
| The Undertaker   | Elijah Holyfield            |

### Temporada 2
| Legend           | Future Greats    |
| ---------------- | ---------------- |
| Booker T         | Harlem Lewis     |
| Booker T         | Chris Island     |
| Booker T         | Sirena Linton    |
| Booker T         | Tatyanna Dumas   |
| Bubba Ray Dudley | Zena Sterling    |
| Bubba Ray Dudley | Elijah Holyfield |
| Bubba Ray Dudley | Haze Jameson     |
| Bubba Ray Dudley | Brayden "BJ" Ray |
| Michelle McCool  | Penina Tuilaepa  |
| Michelle McCool  | Anthony Luke     |
| Michelle McCool  | Trill London     |
| Michelle McCool  | Summer Sorrell   |
| The Undertaker   | Shiloh Hill      |
| The Undertaker   | Dani Sekelsky    |
| The Undertaker   | Bayley Humphrey  |
| The Undertaker   | Drake Morreaux   |